# Juan Bautista Rivarola Matto
Juan Bautista Rivarola Matto (12 novembre 1933 à Asuncion - 14 octobre 1991 à Asuncion) était un journaliste, narrateur, essayiste et dramaturge paraguayen qui a apporté beaucoup à son pays, en dépit de la dictature de l’époque, où l’activité littéraire était quasiment interdite.

## Biographie

### Enfance et jeunesse
Il est né dans la ville d’Asunción le 12 novembre 1933, au moment de la guerre du Chaco. Fils d’Octaviano Rivarola Bogarin et de sa femme Victorina Matto, il est le membre d’une famille d’anciens habitants du Paraguay, fortement attachée aux coutumes et traditions profondes de son peuple, qu’il a aimé par-dessus tout.
Enfant, il est mêlé à des révoltes et des révolutions. Quand il avait 13 ans, il y eut une guerre civile en 1947, durant laquelle il prit parti pour les révolutionnaires.

### Formation
Il est élève dès sa première année du maître Juan Pedro Escalada. Il étudie au Collège Séminaire de San Carlos. Il suivit des cours de droit et de philosophie à l’Université de Buenos Aires où il consacre une grande partie de sa vie à l’étude en acquérant des connaissances solides dans diverses disciplines, notamment l’histoire.

### Carrière
Il faisait partie des groupes armés qui ont combattu la dictature du Gral d'Alfredo Stroessner dans les années 1960. Jeune comme beaucoup de personnes de sa génération, il a participé à la vie politique nationale et, comme beaucoup d’autres, il vécut en exil pendant plus de deux décennies. En 1979, il rentre définitivement au Paraguay et travaille comme journaliste au quotidien HOY.
En 1980, il fonde avec Álvaro Ayala, et M. Stepffer-tiphaine, directrice de la Galerie Alpha, les éditions NAPA, l’édition étant pratiquement nulle dans le pays, elle ferme ses portes quatre ans plus tard en raison des problèmes économiques du pays. Malgré cela, il a publié quarante-deux livres paraguayens, ouvrant ainsi la voie aux auteurs du pays pour que les livres nationaux aient une plus grande place dans la société.
Il a également écrit des articles et éditoriaux pour le journal ABC Color.
Il a voyagé dans plusieurs pays d'Europe pour y étudier et y donner des conférences.

### Fin de vie
Juan-Bautiste Rivarola Matto est mort le 14 octobre de 1991 à Asuncion, après avoir réalisé une œuvre, exceptionnelle, pour la littérature du Paraguay.

## Œuvres publiées
- De cuando Carai Rey jugó a las escondidas
- Diagonal de Sangre, sous-titré La historia y sus alternativas en la Guerra del Paraguay, 1986[1]
- San Lamuerte, 1986
- El Santo de Guatambú
- Yvypóra (traduction littérale : Fantôme de la Terre)
- El santo de guatambú
- La isla sin mar, 1987[2]dibujos, de Stepffer-tiphaine
- Bandera sobre las tumbas
- El Niño Santo
- Vidas y muerte de Chirito Aldama
- La abuela del bosque

Yvypora, Diagonal de Sangre et La isla sin mar constituent une trilogie romanesque-historique de la nation paraguayenne.

## Prix
- Prix Gabriel Casaccia (es) pour San Lamuerte.
- 1er Prix V° Centenario pour El Niño Santo.
- 2e Prix Vº Centenario, 1991, pour Vidas y muerte de Chirito Aldama. Les romans ont été primés dix jours après sa mort et publiés à titre posthume en 1994.